# Friederun Stockmann
Friederun Stockmann, auch Friederun von Miram-Stockmann (* als Friederun von Miram 1891 in Riga; † 1973 in Mühldorf am Inn) war eine deutsche Hundezüchterin und Autorin.
Ihre deutschbaltischen Eltern waren der Arzt Johann von Miram und die Malerin Lucie, geb. von Saenger.
Im Alter von 18 Jahren zog sie nach München und studierte dort Bildhauerei. In München begegnete sie ihrem zukünftigen Mann, dem Maler Philip Stockmann, der einen Boxer besaß. Friederun Stockmann verschrieb sich der Boxerzucht, die sie unter dem Namen „Vom Dom“ zu weltweiter Bekanntheit führte. Sie schrieb Sachbücher über den Bewegungsapparat von Hunden und Sachbücher und Unterhaltungsliteratur über Boxer.

## Werke (Auswahl)
- Mit Philip Stockmann: Der Boxer, Eigenverlag Boxer-Klub München, München, 1926
- Der Deutsche Boxer, Otto Meißner Verlag, 1937
- Ein Leben mit Boxern, Verlag Gollwitzer, Weiden, 1961
- Das Gangwerk des Hundes Verlag Gollwitzer, Weiden, 1985
- So einfach wird Ihr Boxer erzogen, Verlag Gollwitzer, Weiden, 1984
- Der Promethüritas, Verlag Gollwitzer, Weiden, 1990
- Mit Eric H. W. Aldington: Vom Körperbau des Hundes, Verlag Gollwitzer, Weiden, 1993